# Renato Bracci
Renato Bracci, italijanski veslač, * 8. september 1904, † 2. marec 1975.
Bracci je za Italijo nastopil na Poletnih olimpijskih igrah 1932 v osmercu. Italijanski čoln je tam osvojil srebrno medaljo.